# تپه شاه حسین گلی
تپه شاه حسین گلی مربوط به دوره اشکانیان - دوره ساسانیان است و در شهرستان میانه، بخش کندوان، دهستان گرمه شمالی، ۳ کیلومتری شمال روستای گله گاه واقع شده و این اثر در تاریخ ۲۷ اسفند ۱۳۸۶ با شمارهٔ ثبت ۲۲۵۸۳ به‌عنوان یکی از آثار ملی ایران به ثبت رسیده است.